# Mathias Perger
Mathias Perger, känd som Lauterfresser, född 1587, död 1645, var en österrikisk (tyrolsk) köpman som avrättades för häxeri. Han förekommer i många sydtyrolska legender.
De kända uppgifterna kommer från dokumenten från hans rättegång i Rodeneck. Enligt dessa var Lauterfresser, som han också kallades av rätten, minst 58 år gammal vid rättegången (1645). Han kom från Tschötsch nära Brixen, och försörjde sig som resande köpman och tillfällig arbetar samt astrolog. Som en av få personer i sin sociala klass kunde han läsa och till och med skriva. Den 11 maj 1645 arresterades Mathias Perger misstänkt för trolldom och vädermanipulation. Under allvarlig tortyr erkände han sina påstådda illdåd (inklusive vanhelgande av hostian, allians och umgänge med djävulen, och skadlig magi mot människor och djur). 
I slutet av samma år, enligt domen, "brändes han till pulver och damm" på avrättningsplatsen mellan Mühlbach och Spinges. Det är också känt att hans älskarinna, vars namn man aldrig fick, men som föddes den 18 juni 1591, väntade en son. Lauterfresser förnekade dock henne och den kommande sonen i rätten.